# Миломир Коларевић
Миломир Коларевић (Краљево 1914 — Лондон, 1996) био је четнички официр и командант корпуса.

## Биографија
Миломир Коларевић је рођен 1914. године у Краљеву, у једној од најбогатијих породица у Жичком срезу. Гимназију је завршио у Чачку. Десету класу Интендантске академије при Војној академији у Београду завршио је 1936. године. Када је почео Априлски рат 1941. Коларевић је био у Травнику, носећи чин поручника. Успео је да избегне немачко заробљеништво и са групом око пуковника Драгољуба Михаиловића стигао је у село Субјел код Косјерића. Добио је наређење да у крају око Краљева ради на формирању четничких одреда. Због тога се прикључио Котленичком четничком одреду потпуковника Радојка Јовандарића. Постао је потпуковников оперативни командант.
Учествовао је у неуспелој опсади Краљева у јесен 1941. године. Након пропасти те опсаде зиму је провео скривајући се по околним селима. У пролеће 1942. године отишао је у штаб команданта Србије, генерала Мирослава Трифуновића, који се налазио на планини Гоч. Коларевић је у октобру 1942. године по наређењу самог Михаиловића отишао у село Горње Липово код Колашина у Врховну команду. Био је помоћник Стевана Мољевића у комисији за ново разграничење Срба, Хрвата и Словенаца. У мају 1943. године постао је командант Златиборске бригаде Златиборског корпуса. Борио се у западној Србији и источној Босни у јесен 1943. године.
У мају 1944. године постао је командант 4. јуришног корпуса, узимајући учешће у борбама против партизана на положајима од реке Лим до Јелове горе, као и у сукобима са Немцима. У августу те године успео је да са Златиборским корпусом одбије напад четири партизанске бригаде на Боровој глави и Чиготи. У октобру је постао нови командант Златиборског корпуса, након што је његов претходник на том месту, капетан Душан Радовић Кондор, био убијен. Након што је истрага о Радовићевом убиству спречена, Коларевић је напустио јединицу и отишао у Словенију. У мају 1945. прешао је у Италију, где је боравио у логору Еболи. Потом одлази у Енглеску, где је преминуо 1996. године.